# Chorreras de Despeñalagua
Las chorreras de Despeñalagua son unas cascadas consecutivas formadas en el cauce del arroyo de la Chorrera, afluente del río Sorbe, en la falda norte del pico Ocejón, cerca de Valverde de los Arroyos (Guadalajara, España). Todo el salto de agua tiene una altura de unos 120 metros y cae agua durante todo el año, sobre todo en época de deshielo, aunque en invierno suelen encontrarse heladas. Es lugar habitual de práctica del senderismo con un acceso fácil.

## Cartografía
- Hoja 459-II (Valverde de los Arroyos) a escala 1:25.000 del Instituto Geográfico Nacional.